# Maciej Rakowski
Maciej Bogusław Rakowski (ur. 13 kwietnia 1973 w Łodzi) – polski prawnik i historyk prawa, doktor habilitowany nauk prawnych, profesor nadzwyczajny Uniwersytetu Łódzkiego, od 2022 r. wiceprezes Polskiego Towarzystwa Historii Prawa, wieloletni radny Rady Miejskiej w Łodzi (od 1994).

## Życiorys
Jego ojciec jest historykiem, matka zaś lekarką. Absolwent I Liceum Ogólnokształcącego im. Mikołaja Kopernika w Łodzi, w młodości działał w Związku Harcerstwa Polskiego. W 1995 ukończył studia na Wydziale Prawa i Administracji Uniwersytetu Łódzkiego, następnie został nauczycielem akademickim na tej uczelni w ramach Katedry Historii Państwa i Prawa. W 2002 uzyskał stopień doktora na podstawie napisanej pod kierunkiem Jacka Matuszewskiego pracy pt. Prawo wyborcze do włoskiej Izby Deputowanych w latach 1861–1923. W 2017 habilitował się na podstawie dorobku naukowego i rozprawy pt. System parlamentarno-gabinetowy do I wojny światowej, doszedł następnie do stanowiska profesora nadzwyczajnego Uniwersytetu Łódzkiego oraz kierownika Zakładu Badań nad Rozwojem Administracji i Prawa. Został także przedstawicielem Związku Nauczycielstwa Polskiego w Komisji Statutowej Uniwersytetu Łódzkiego. W 2000 zdobył uprawnienia adwokata i rozpoczął praktykę w tym zawodzie.
Podjął działalność polityczną. Od początku lat 90. związany z Socjaldemokracją Rzeczypospolitej Polskiej (przez dwie kadencje zasiadał w 15-osobowym Prezydium Rady Naczelnej) i Sojuszem Lewicy Demokratycznej, w 2003 współtworzył lokalne ugrupowanie Ruch Odnowy Lewicy. Następnie od 2004 do 2009 należał do Socjaldemokracji Polskiej (był m.in. szefem łódzkich struktur SDPL), po czym ponownie związał się z SLD, nie wstąpił jednak formalnie do partii. Od 1994 jest członkiem Rady Miejskiej w Łodzi. Wybierano go w wyborach powszechnych m.in. w 2002 (z listy SLD), 2006 (z listy Lewicy i Demokratów), 2010, 2014 (dwukrotnie z listy SLD) i 2018 (z listy komitetu prezydent Hanny Zdanowskiej). W radzie miejskiej należał do klubów powiązanych z SLD i przez pewien czas ROL, latem 2021 przeszedł do nowo utworzonego klubu radnych Łódzka Lewica i dołączył do współpracującego z nim stowarzyszenia Niezależni Socjaldemokraci. Bez powodzenia kandydował ponadto do Sejmu w 2015 z listy SLD Lewica Razem, a także do Senatu w okręgu nr 9 w 2005 z ramienia Socjaldemokracji Polskiej (zajął 6 miejsce na 15 kandydatów).
W 2024 r. po raz ósmy wybrany do Rady Miejskiej w Łodzi z listy Koalicji Obywatelskiej. Został przewodniczącym Komisji Planowania Przestrzennego i Architektury oraz wiceprzewodniczącym Klubu Radnych KO (choć pozostaje bezpartyjny).

## Działalność sportowa
Maratończyk z rekordem życiowym 2.57.52 (rekord w biegu na 10 km. – 36.40). Do stycznia 2025 r. ukończył 81 maratonów w 71 państwach. Od 2021 przewodnik beskidzki; został członkiem do Studenckiego Koła Przewodników Beskidzkich w Łodzi.  